# Rifat Chadirji

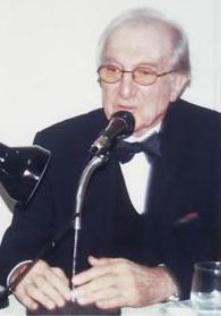
Rifat Chadirji (2013)

Rifat Chadirji (arabisch رفعت الجادرجي, DMG Rifʿat al-Ḫādirǧī; * 6. Dezember 1926 in Bagdad, Britisches Mandat Mesopotamien; † 10. April 2020 in London) war ein irakischer Architekt. Er galt mit seinen Bauten und Projekten als einflussreichster Architekt und „Vater der modernen Architektur“ im Irak.

## Leben
Rifat Chadirji stammte aus einer einflussreichen Familie des Iraks; sein Vater, Kamil al-Chaderchi, gründete und wurde Präsident der Nationaldemokratischen Partei im Irak.

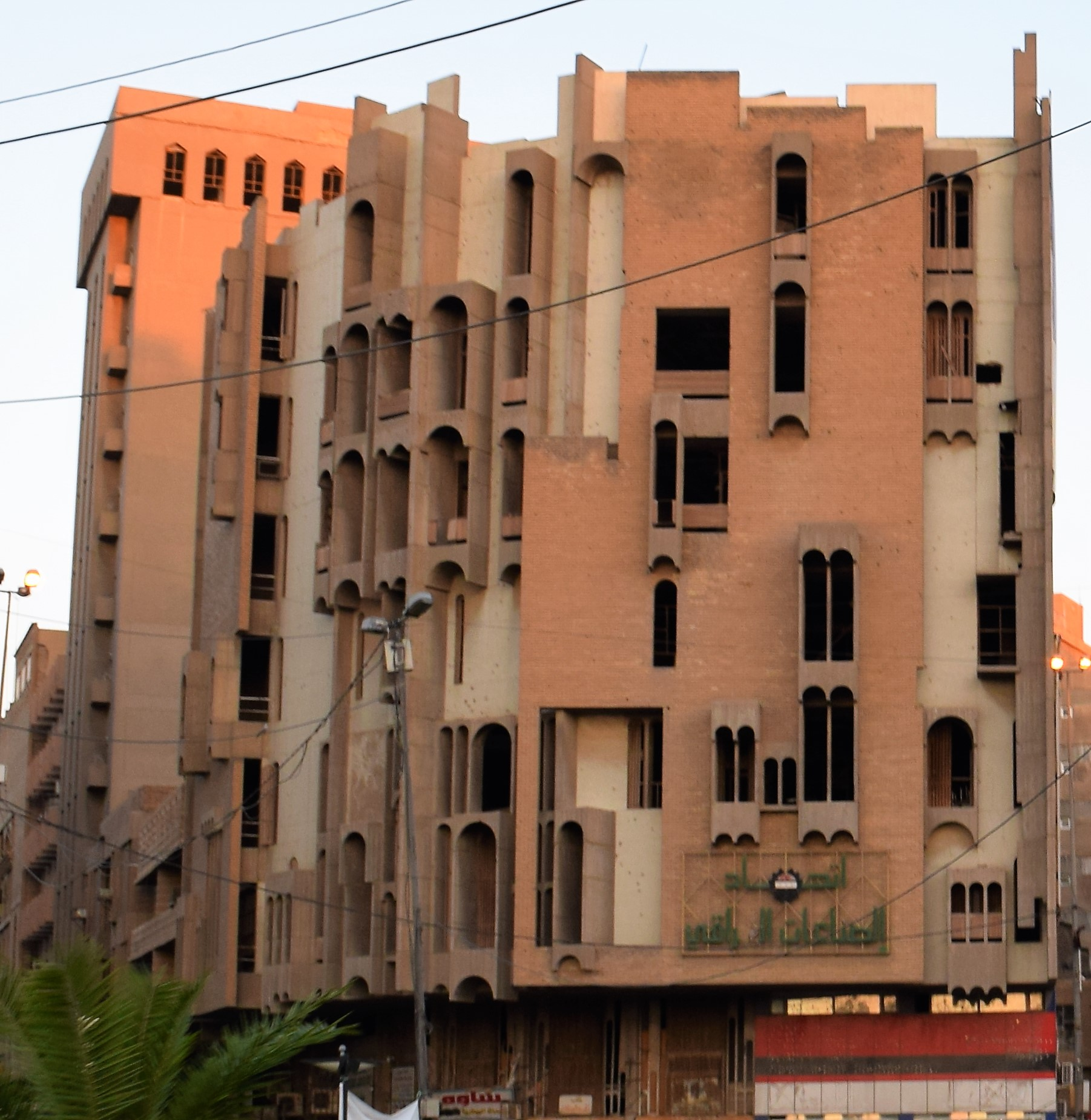
Gebäude des Industrieverbandes von 1966 in Bagdad (Ansicht 2018)

Er studierte an der Hammersmith School of Arts and Crafts in London und graduierte 1952 in Architektur. Zwischen den 1950er und 1970er Jahren galt Rifat Chadirji als eine wichtige kulturelle Persönlichkeit. Er war 1952 bis 1978 mit seinem Büro Iraq Consult IQC für Bauten und Projekte von mehr als 100 Gebäuden im ganzen Irak verantwortlich, darunter das Hauptquartier des Tabakmonopols und das zentrale Postamt in Bagdad. Sein bedeutendstes Werk war das Denkmal für den Unbekannten Soldaten auf dem Firdaus-Platz in Bagdad, das später durch eine Statue von Saddam Hussein ersetzt und diese 2003 wiederum von den US-Streitkräften zerstört wurde. Chadirji war ein Gegner des Baath-Regimes und wurde wegen seiner politischen Ansichten unter Saddam Husseins Herrschaft im Irak inhaftiert. Er verließ den Irak 1983 für eine Professur (Loeb fellow) an der Harvard University; er hatte von 1986 bis 1992 eine Gastprofessur am Massachusetts Institute of Technology in Cambridge und an der Bartlett School Architecture and Planning des University College London (1989) inne. Er betrieb ein Büro in der libanesischen Küstenstadt Halat und förderte libanesische Architekturstudenten mit der Chadirji Foundation.
Neben der Architektur war er als Fotograf bekannt, der das irakische Leben in großem Umfang mit mehr als 100.000 Aufnahmen dokumentierte.
Er wurde mehrfach ausgezeichnet und geehrt. 1986 gewann er für sein Lebenswerk den Aga Khan Award for Architecture. 1982 und 1987 erhielt er die Ehrenmitgliedschaft des Royal Institute of British Architects und des American Institute of Architects. 2015 wurde er mit der Ehrendoktorwürde der Coventry University geehrt. Er selbst ist Namensgeber des Architekturpreises „The Rifat Chadirji Prize“.
Chadirji starb im April 2020 im Alter von 93 Jahren während der COVID-19-Pandemie in London an den Folgen einer SARS-CoV-2-Infektion. Sowohl der designierte Premierminister des Irak Mustafa Al-Kadhimi wie auch der irakische Präsident Barham Salih kondolierten zu seinem Tode.

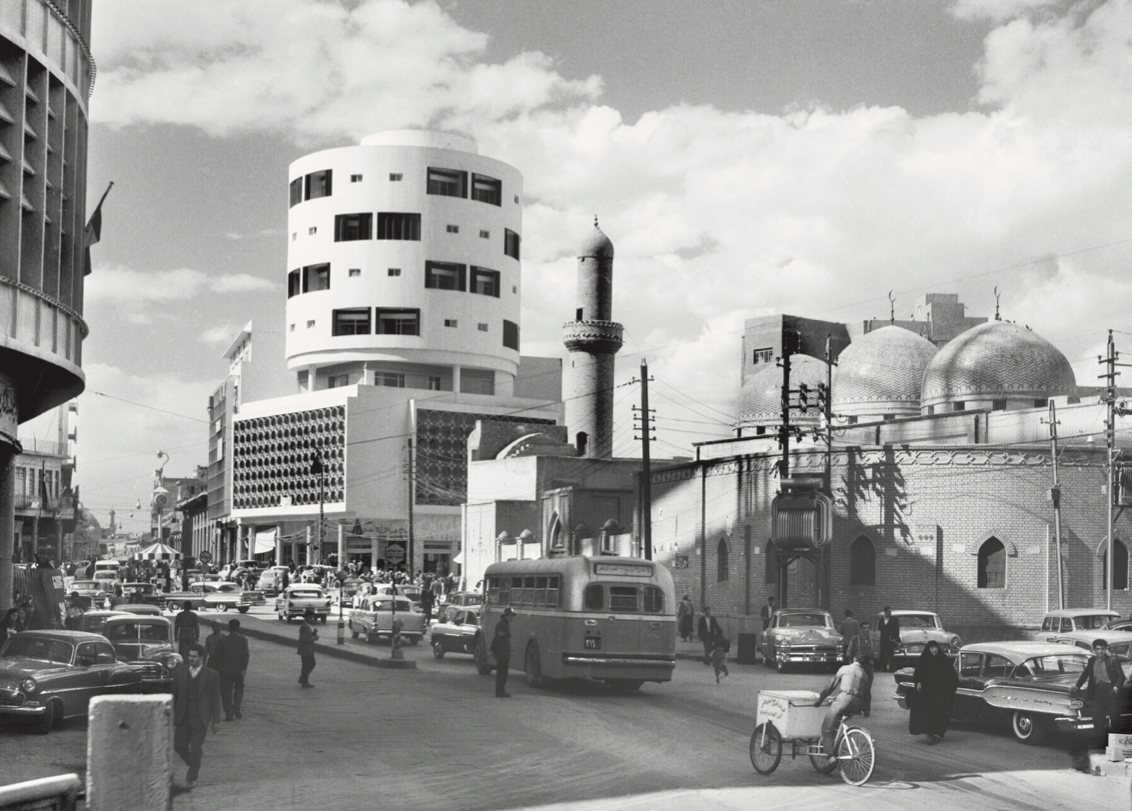
Abboud-Gebäude in Bagdad von 1955 (Fotografie von Latif al-Ani, 1960)

## Werke (Auswahl)
- 1953: Wohnhaus Hussain Jamil in Bagdad
- 1955: Abboud-Gebäude in Bagdad
- 1955: Bir-Dawood-Gebäude in Bagdad
- 1958–61 (mit Jawad Selim): Freiheitsdenkmal in Bagdad
- 1959: Denkmal für den unbekannten Soldat in Bagdad (1982 abgerissen)
- 1960: Gebäude der Nationalen Versicherungsgesellschaft in Mossul (2016–17 zerstört, Ruine 2018–19 abgerissen)
- 1965: Villa Yasoub Rafiq, Al-Mansour in Bagdad
- 1965: Gebäude der Irakischen Wissenschaftsakademie in Bagdad
- 1965–67: Bürogebäude und Warenhaus der Tabakmonopolgesellschaft in Bagdad
- 1966: Gebäude des Industrieverbandes in Bagdad
- 1969: Rafidain Bank, Mansour Branch in Bragdad
- 1975: Bürogebäude der Zentralen Post-, Telegraphen- und Telefonverwaltung in Bagdad

## Schriften
- A Collection of Twelve Etchings, 1984.
- Eight Etchings of Photographs by Kamil Chadirji, 1985.
- Portrait of a Father, 1985.
- Taha Street and Hammersmith, 1985.
- Concepts and Influences, 1986.
- The Photography of Kamil Chadirji – Social Life in the Middle East 1920–1940, 1991.
- The Ukhaidir and the Crystal Palace, 1991.
- Dialogue on the Structure of Art and Architecture, 1995.
- The seating status in Arif Agha’s househould, an anthropological study of the relationship between the formation of identity and seating artifacts, 2001.
- Introduction for The Biography of Kamil Chadirji and the History of the National Democratic Party, 2002.
- A wall between two darkness, 2003.
- Introduction for the book of Ahali Newspaper Editorials, 2003.
- Dialectics Causality of Architecture, 2007.
- The Characteristics of Beauty in Man’s Consciousness, 2013.
- The role of the architect in the development of human civilization, 2014.

- e of the architect in the development of human civilization., 2014